# Ellen Dorrit Petersen
Ellen Dorrit Petersen (født 1975) er en norsk skuespiller.
Hun har sin uddannelse fra Kunsthøgskolen i Oslo.
Petersen var tilknyttet Rogaland Teater (2005–2006) og har vært ansat ved Det Norske Teatret fra 2006.
Hun kommer oprindelig fra Tau i Rogaland, men er i dag bosat i Oslo.

## Filmografi
- 2008: DeUSYNLIGE Anna
- 2008: Iskyss Gudrun Galtung Haavik
- 2010: Pax
- 2010: Kongen av Bastøy

## Priser
- 2009: Amanda for Bedste kvindelige skuespiller for Iskyss.